# Браун, Эдит
Эдит Эйлин Хэйсман (англ. Edith Eileen Haisman), урождённая Эдит Эйлин Браун (Edith Eileen Brown; 27 октября 1896, Кейптаун, Капская колония — 20 января 1997, Саутгемптон, Великобритания) — одна из выживших пассажирок океанского лайнера «Титаник», затонувшего 15 апреля 1912 года в Атлантическом океане. Эдит была последней спасённой, которая родилась в XIX веке.

## Биография
Эдит Эйлин Браун родилась 27 октября 1896 года в Кейптауне Капской колонии, Южная Африка, когда тот был под британским правлением, у Томаса Уильяма Соломона Брауна (Thomas William Solomon Brown; 1852 — 15 апреля 1912) и Элизабет Кэтрин Форд (Elizabeth Catherine (née Ford); 1872 — 29 июня 1925). Отец владел отелем. У Эйлин была сестра, которая скончалась в 8 лет от дифтерии.

### Поездка на «Титанике»
Эдит было 15 лет, когда 10 апреля 1912 года она с родителями взошла в качестве пассажиров 2-го класса на борт «Титаника» в Саутгемптоне. Семья отправлялась в Сиэтл, где Томас собирался заняться гостиничным бизнесом, так как его отель в Кейптауне в конечном итоге перестал приносить приличный доход. Их багаж содержал столовую посуду, мебель и 1000 рулонов постельного белья для будущего отеля. Эдит и Элизабет устроились в 4-местной каюте с ещё двумя женщинами.
В различных интервью, а также в её биографии «Целая жизнь на Титанике» («A Lifetime on the Titanic»), изданной в 1995 году, Эдит делилась воспоминаниями о той ночи с 14 апреля в районе 23:40 времени, когда лайнер столкнулся с айсбергом, однако многие исследователи катастрофы подвергают сомнению некоторые факты её рассказов.
Выдержка из «Целая жизнь на Титанике»:
Отец появился несколько минут спустя. Он сказал нам: „Вы должны надеть свои спасательные жилеты и что-нибудь тёплое, на палубе холодно. Это всего лишь предосторожность. Мы столкнулись с айсбергом, ничего особенного“. Стюард в коридоре сказал, что не о чем беспокоиться. Мы прождали целую вечность на шлюпочной палубе, пока кто-то не сказал нам, что надо делать. Оркестр судна играл рэгтайм. Они играли, чтобы поддержать наш дух. Все повторяли: „Он непотопляем. Он не утонет“. Отец поцеловал нас и посадил в Спасательную шлюпку 14. Около 50 человек сели в неё, когда она начала раскачиваться, рискуя выбросить их за борт. Один мужчина проник в лодку, переодевшись женщиной. Пока мы гребли подальше от корабля, то могли ещё слышать играющий оркестр, но теперь это были гимны. Мы провели почти шесть часов в шлюпке и всё это время у нас не было ни воды и никакой еды. Я всё думала, спасся ли мой отец с корабля, вот и всё, о чём я могла думать.
Томас Браун не спасся, и его тело, если и было найдено, то оказалось в числе неопознанных. В последний раз, когда Эдит видела своего отца, он был одет в эдвардианский смокинг, курил сигару и потягивал бренди, стоя на палубе Титаника, пока шлюпка с его женой и дочерью опускалась вниз.
По прибытии в Нью-Йорк Эдит с матерью на некоторое время остановились в Джуниор-Лиг-Хауз (Junior League House), а затем отправились в Сиэтл, где поселились у тёти Эдит, Джозефины Актон (Josephine Acton). Вскоре они вернулись в Южную Африку, где Элизабет вступила в повторный брак и переехала в Родезию (где и умерла 29 июня 1925 года), а Эдит осталась жить с родственниками в Кейптауне.

### Последующие годы
В мае 1917 года Эдит встретила Фредерика Тэнкфула Хэйсмена (Frederick Thankful Haisman) и спустя шесть недель 30 июня они поженились. В августе 1918 года у них родился сын, а вслед за ним последовало ещё девять детей. Эдит с мужем первое время жили в Южной Африке, затем в Австралии, и, наконец, переехали в Саутгемптон. Фредерик умер в 1977 году.
В 1993 году Эдит Браун приняла участие в мемориальной церемонии в Саутгемптоне, где ей вручили золотые часы, предположительно, принадлежавшие её отцу и найденные в подводной экспедиции 1987 года. Организация «RMS Titanic Inc.», которая в то время узаконила права на обломки лайнера, приложила к часам пластину из чистого серебра с гравировкой «Что есть лучшее использование научной технологии, если не воссоединение отца с его ребенком».
15 апреля 1995 года Эдит вместе с 90-летней Евой Харт присутствовала на открытии мемориального сада в Национальном морском музее в Гринвиче, Лондон, где в честь 83-й годовщины катастрофы был установлен гранитный памятник. В августе 1996 года 99-летняя Эдит вместе с Мишелем Навратилем и Элеанор Шумен отправилась в круизе к месту катастрофы, где тогда были предприняты попытки поднять на поверхность большую часть корпуса судна. Прежде, чем покинуть место, Эдит бросила розу в Атлантический океан, где её отец умер за 84 года до этого.
Эдит Эйлин Хэйсман умерла 20 января 1997 года в частном санатории Саутгемптона в возрасте 100 лет, став, таким образом, одной из долгожителей среди спасённых (рекорд по долгожительству принадлежит скончавшейся в 1987 году Мэри Дэвис Уилборн (Mary Davies Wilburn), которой было 104 года).